# Dublin Lufthavn
Dublin Lufthavn (eng.: Dublin Airport, irsk: Aerfort Bhaile Átha, IATA-lufthavnskode: DUB, ICAO-lufthavnskode: EIDW) er den største lufthavn i Irland med over 23,2 millioner passagerer i 2007,, hvoraf omkring 22,3 millioner fløj fra eller til udenlandske destinationer. I 2013 var der 20,2 millioner passagerer.
Lufthavnen ligger cirka 10 km nord for Dublins centrum, og man kommer dertil fra byen med bil eller bus. En undergrundsjernbane har været planlagt, men er udskudt på ubestemt tid.
Dublin Lufthavn er den primære hub for det nationale luftfartsselskab Aer Lingus samt det store lavprisselskab Ryanair, mens det tredje store selskab CityJet har hovedkvarter i byen Swords, der ligger tæt på lufthavnen. Lufthavnen er også hjemsted for Norwegian Air International hovedkvarter. Der er følgende faste ruter til Danmark fra Dublin Lufthavn:
- Aer Lingus: København
- SAS: København